# انتخابات در استرالیا

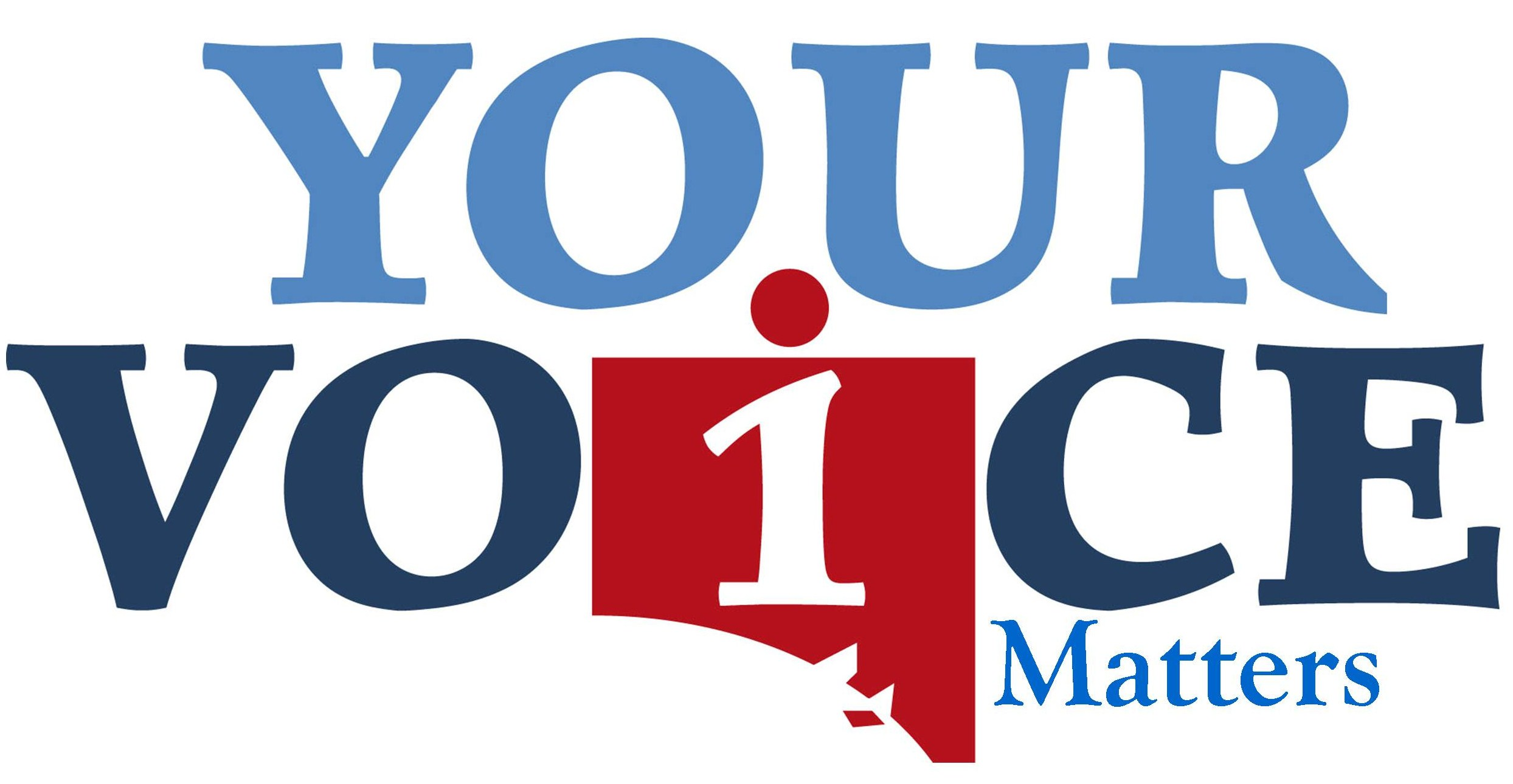
لوگوی انتخاباتی حزب صدای شما در انتخابات فدرال استرالیا

کشور استرالیا متشکل از هشت ایالت و ناحیه مستقل، دارای سیستم حکومتی فدرال است که بر پایه فعالیت احزاب و انتخاب نمایندگان فدرال اداره می‌شود. انتخابات استرالیا را می‌توان به طور کلی به دو گروه انتخابات کشوری یا فدرال و ایالتی تقسیم کرد. انتخابات فدرال استرالیا مهم‌ترین رویداد رای‌گیری در این کشور است که منجر به تشکیل پارلمان و کابینه دولت و انتخاب نخست وزیر می‌شود.

## انتخابات فدرال استرالیا
انتخابات فدرال استرالیا معمولاً هر سه سال یک بار و هدف مشخص شدن چهار فرد/گروه تصمیم ساز و اجرایی مهم کشور انجام می‌گیرد که شامل موارد زیر است:
1. اعضای مجلس سنای استرالیا
2. اعضای مجلس نمایندگان استرالیا
3. نخست وزیر استرالیا
4. کابینه دولت

اعضای مجلس نمایندگان استرالیا و به تبع آن نخست وزیر به طور متوسط هر سه سال یکبار انتخاب می‌شوند . اعضای سنای استرالیا هر شش سال یکبار برگزیده می‌شوند. بنابراین به‌طور یک در میان یک انتخابات تنها محدود به مجلس نمایندگان و انتخابات بعدی دربرگیرنده مجلس نمایندگان و مجلس سنا می‌شود. در انتخابات ۲۰۰۷ رای دهندگان اعضای هر دو مجلس را برگزیدند. 
نحوهٔ رأی‌گیری: برگزاری انتخابات معمولاً از سوی نخست وزیر اعلام می‌شود و عموماً شش هفته پس از آن کار رای گیری در یک روز تعطیل آخر هفته انجام می‌گیرد. رای دهندگان هر حوزه انتخابیه تنها مجاز به رای دادن در همان حوزه هستند. نام هر فرد در فهرستی در حوزه‌های انتخابیه موجود است. افراد بسته به نوع انتخابات یک یا دو فرم برای برگزیدن اعضای مجلس نمایندگان و نیز اعضای مجلس سنا دریافت می‌کنند. نام کاندیداهای حوزه انتخابیه همراه حزب وابسته‌شان (در صورت وابستگی به احزاب) در فرمها موجود است.
نظام انتخاباتی مجلس نمایندگان استرالیا رأی بدیل است. هر رأی‌دهنده گزینه‌های مورد نظر خود را با شماره رتبه‌بندی می‌کند. مثلاً اگر پنج نامزد نمایندگی در حوزه وجود دارد رأی‌دهنده می‌تواند یک نفر، چند نفر یا تمام گزینه‌ها را با رتبه‌بندی کند. هر فرد باید بتواند دست کم پنجاه درصد آرای حوزه انتخابیه را کسب کند تا کرسی مجلس را به دست آورد. در صورت نرسیدن به حد نصاب، نامزدی که کمترین آرا را به دست آورده حذف شده و آرایش به نفرات مشخص شده بعدی تعلق می‌گیرد. این روند آنقدر تکرار می‌شود تا بالاخره برنده مشخص شود. 
انتخابات در کشور استرالیا اجباری است. به این معنا که اگر فردی واجد شرایط بدون دلیل موجه در انتخابات شرکت نکند با جریمه نقدی مواجه می‌شود. اما فرد می‌تواند تقاضای شرکت در انتخابات در یک محل دیگر را بکند. همچنین فرد در صورت شاغل بودن در روز رای گیری، می‌تواند رای خود را روز بعد به اداره پست تحویل دهد.

## انتخابات ایالتی استرالیا
هر یک از ایالتهای استرالیا دارای دولت محلی و پارلمان نمایندگان است. سیستم انتخاباتی و تناوب انتخابات در هر ایالت مستقل است. همانند مجلس نمایندگان استرالیا، پارلمان ایالتی هر ایالت ترکیبی از نمایندگان وابسته به احزاب گوناگون یا مستقل است. حزب پیروز دولت محلی ایالت را تشکیل می‌دهد.